# Hanahan (South Carolina)
Hanahan ist eine  Stadt (city) im Berkeley County des US-Bundesstaates South Carolina. Sie ist Teil der Charleston-North Charleston-Summerville Metropolitan Statistical Area. Das U.S. Census Bureau hat bei der Volkszählung 2020 eine Einwohnerzahl von 20.325 ermittelt.
Die Siedlung erhielt 1972 das Stadtrecht. Bei und in Hanahan befinden sich verschiedene Einrichtungen der US-Streitkräfte.

## Geografie
Hanahan liegt ganz im Süden des Berkeley County und seine Stadtgrenzen im Westen und Süden sind identisch mit der Grenze zwischen den Counties Berkeley und Charleston. Hanahan grenzt im Westen und Süden an die Stadt North Charleston. Im Osten befindet sich die alte Naval Weapons Station, die früher eine U-Boot-Basis war und immer noch Bundesbesitz ist. Ein sehr kleiner Teil dieses Bundesstützpunktes liegt tatsächlich auf dem Stadtgebiet von Hanahan. Neben anderen Nutzungen der ehemaligen U-Boot-Basis befindet sich dort die Naval Consolidated Brig sowie die Nuclear Power School der Navy. Östlich und nördlich liegt die Stadt Goose Creek, sowie nicht eingemeindete Teile von Berkeley County.
CSX Transportation hat ein Hauptgleis in Nord-Süd-Richtung, das entlang der westlichen Stadtgrenze von Hanahan verläuft. Hanahan ist hauptsächlich eine Wohnstadt. Im nordöstlichen und südöstlichen Teil der Stadt befinden sich einige große Lagerhäuser, deren Geschäft zum größten Teil direkt mit dem Hafen von Charleston, der Luftfahrt, der Logistik und der Rüstungsindustrie verbunden ist.

## Demografie
Nach einer Schätzung von 2019 leben in Hanahan 26.917 Menschen. Die Bevölkerung teilte sich im selben Jahr auf in 72,7 % Weiße, 14,5 % Afroamerikaner, 0,5 % amerikanische Ureinwohner, 4,9 % Asiaten und 2,8 % mit zwei oder mehr Ethnizitäten. Hispanics oder Latinos aller Ethnien machten 9,9 % der Bevölkerung aus. Das mittlere Haushaltseinkommen lag bei 70.043 US-Dollar und die Armutsquote bei 11,2 %.
| Jahr | Einwohner¹ |
| ---- | ---------- |
| 1980 | 13.224     |
| 1990 | 13.176     |
| 2000 | 12.937     |
| 2010 | 17.997     |
| 2020 | 20.325     |

¹ 1980 – 2020: Volkszählungsergebnisse